# Venda en descobert

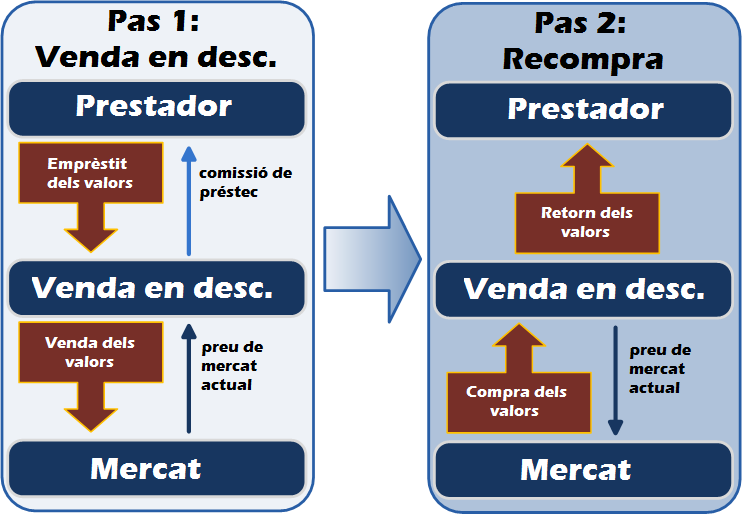
La imatge representa una venda en descobert en dos passos.

Venda en descobert o posició curta (anglès short-selling) és una pràctica de venda de bens, generalment valors, que han estat rebuts en préstec d'un tercer. Aquesta persona és generalment un agent, i la venda està amb la intenció de tornar-los a comprar en una data posterior, amb procediment a retornar-los a qui va fer-li el préstec. Qui realitza l'operació ho fa amb l'esperança d'aconseguir un benefici, en cas que les accions baixin de valor durant el temps transcorregut entre les operacions de venda i compra. S'ha de remarcar que la devolució de valors al prestador es fa en una quantitat idèntica a les rebudes. Si resulta que les accions pugen de valor, tindrà evidentment una pèrdua. La venda en descobert es considera negativament en el camp moral.
En els mercats de valors la venda en descobert també s'anomena Posició curta o estar curt o curt (en anglès: short position o short). És el fet d'haver venut un instrument financer amb l'esperança que el seu preu disminuirà. Una posició curta equival a vendre una acció (sense haver-la comprat abans), a comprar una  opció put o a signar una venda de contracte de futurs, posicions que s'adopten quan s'espera que els preus cauran en el futur i per tant, podrem comprar l'actiu a un preu més baix, generant guanys.
Per oposició, una posició llarga equival a comprar una acció, comprar una  opció call o signar una compra d'un contracte de futurs; en aquests tres casos l'esperança de l'inversor i de l'especulador és que l'actiu incrementarà el seu preu en el futur i així el podrà vendre amb guanys. Per definició és la posició natural que adopten la majoria d'inversors quan implementen una estratègia d'inversió. En realitzar vendes en descobert, existeix el risc de perdre fins i tot més del 100% del capital invertit, car les accions no tenen un sostre que en limiti les pujades. És a dir, pels que compren accions a l'alça, el més gran risc que poden enfrontar és el de perdre tot l'import invertit. En el cas de vendes en descobert les pèrdues poden superar àmpliament l'import invertit originalment. Per exemple, si un fa una venda en descobert d'una acció a 1.000 $, pot ser que arribat el termini de la recompra aquesta costi 2.500 $, cosa que implicaria una pèrdua de 150% per qui és el titular de les accions.
El límit de guanys també és desfavorable. En una compra d'accions tradicional, el valor d'aquestes accions pot multiplicar-se nombroses vegades, multiplicant la inversió inicial. Tanmateix, en una venda en descobert el límit de guanys és el preu de les accions, car les accions no tenen preus negatius. És a dir, en un escenari ideal, l'inversor fa una venda d'una acció de 1.000 $ i la recompra a 0 $, per un guany del 100%.
Les vendes en descobert s'ocupen principalment en operacions de curt termini per aprofitar el fet que els mercats tendeixen a experimentar caigudes de preus més ràpides que les pujades de preus. Tanmateix, el fet que la majoria dels mercats financers tenen una tendència a llarg termini a l'alça i la seva major exposició per un guany limitat comparada amb les compres tradicionals limita l'ús de les vendes per inversions a llarg termini.
Isaac le Maire un dels més importants accionistes de la Companyia Neerlandesa de les Índies Orientals, membre de la junta i conegut com el primer venedor en descobert de la història.